# チエンマイ年代記
チエンマイ年代記（ - ねんだいき）とは、ラーンナー王朝についての歴史書の一つである。英語では通常、 Chronicle of Chiang Mai ないし Chiang Mai Chronicle などと表記され、タイ語では通常 ตำนานพื้นเมืองเชียงใหม と表記される。

## 概要
チエンマイ年代記と称されるテクストは数多くあり、歴史学者のデビッド・K・ワイアットによれば大きく分けて3つに分けられるとしている。
まず短い物で貝葉25枚以下程度の物。これ以上の長い物の元の要約的なもの。次に中ぐらいの長さを持つもので貝葉25枚以上から100枚程度の歴史上の一つのテーマに関する事柄が書かれている物。長い物のソースになったとされている。最後に長い物で、写本は10本程度しかない。このうち、ここでは「長い物」について記述する。
ストーリーはおおよそタムナーンの例に漏れず、ブッダのストーリーから始まる。その後、少しだけチャーマデーヴィー女王に記述が向けられ、マンラーイ朝の始祖とされるラワチャンカラートの話に始まり、歴代の王の後、チュアン王のストーリーに話が向けられた後また歴代の王の記述がなされマンラーイ朝、ビルマ支配時期、チェットトン王家の歴史に至る。
前述のワイアットによれば、あくまで推測の域を出ていないが、チエンマイ年代記は記述の詳しくなるティローカラート王の時代に始まり貝葉の束にして7束本が1806年までに完成し、1827ないし8年に第8束が完成したとしている。

## 各種伝本

### ノットン本
ฉบับนอตอง
1932年パリ刊行のフランス語訳で Chronique de Xieng Mai の名のもと刊行された。後述のハンス・ペント本から察するに、7束本で不完全な伝本の翻訳である。1940～41年のインドシナ戦争の際に原本は失われたとされている。

### 総理府本
ฉบับสำนักนายกรัฐมนตรี
サグワン・チョーティスッカラットという地元の歴史研究家が1966年に総理府の歴史資料刊行委員会に掛け合って1971年に刊行したチエンマイ年代記。ソースはワット・チェーディールワンの僧、プラマハー・ムーンとサグワンは言っている。トン・トンマンがラーンナー文字からタイ文字に音訳した。ノットン本と違い8束本であり、より完全な物ではあるが、音訳時のミスが多く使いづらいとされた。

### シップハーラーチャウォン年代記
ตำนานสิบห้าราชวงศ์
チエンマイ大学の Social Research Institute が1981年から1990年の3回に分けて「シップハーラーチャウォン年代記」の名の元、刊行したもの。原本は、プレーの、ワット・メータンカラーワートの物である。

### ハンス・ペント本
ฉบับ ฮันส์ เพนธ์
1926年に写本されたとされる、前述のサグワンがチエンセーンで見つけチエンマイ大学のハンス・ペント博士に提供された物である。8束本で完璧な前述の物より完璧な写本とされる。1996年に原本の写真版が刊行された。またワイアットとアルンラット・ウィチエンキアオにより1995年に英語訳が刊行され、2000年に同著者の名のもとタイ文字音訳版が刊行された。

### チエンマイ700年本
ฉบับเชียงใหม่ ๗๐๐ ปี
ワット・プラガーム本を原本として、既存の伝本などを取ってテクストの原型を再構成し、暫定的な物としてタイ文字により書かれた、校訂本である。ウドム・ルンルアンシーら20名を筆頭とする専門家によって校訂作業が進められチエンマイ県の事業として1995年刊行された。「正確さと完璧さ」において優れていると言われる。